# Типик

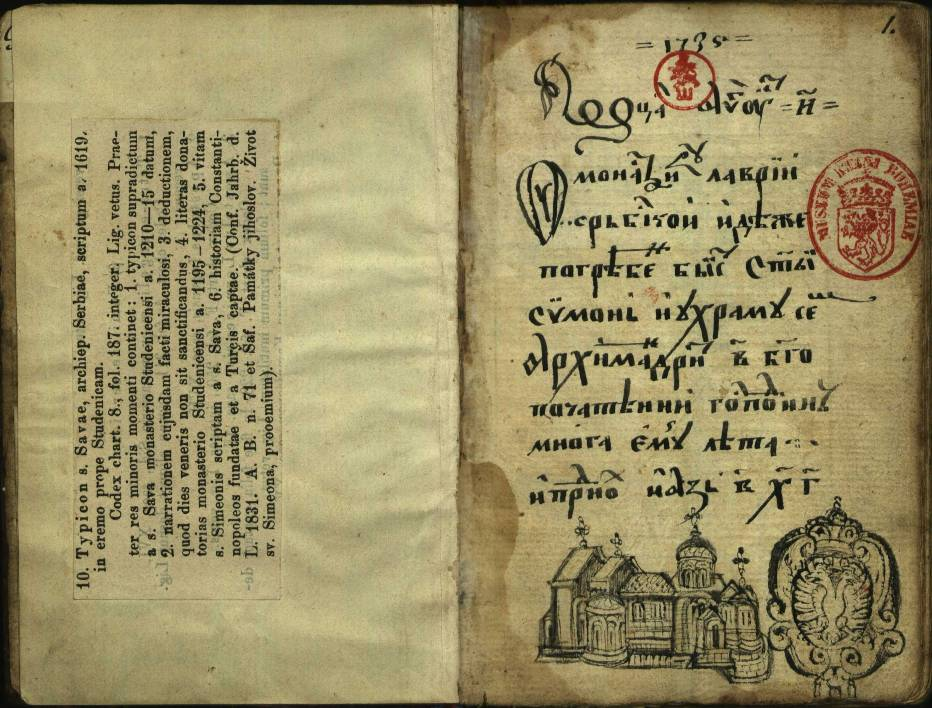
Студеницький типик

Ти́пик, також типіко́н (грец. Τυπικόν від τύπος — «зразок», «устав») — книга зразків, збірник церковних приписів (рубрик), як відправляти поодинокі нічнодневні богослуження у тому чи іншому випадку. Богослужіння у Східній Церкві відбуваються у різних циклах, які між собою переплітаються, з чого виникають різноманітні комбінації відправ. Типик збирає в одне всі можливі комбінації і подає точні вказівки, як у тому чи іншому випадку «уставно» (звідси «Устав»), тобто зразково відправляти те чи інше богослуження.
В Україні від часів святого Теодосія Печерського († 1074) уживався так званий «Студитський Типик» (від царгородського монастиря св. Теодора Студита, а від XV століття його замінив «Єрусалимський Типик» (з Лаври св. Сави біля Єрусалиму). Рукописні Типики мають назву «Устав» або «Око церковноє». Типик спершу друкувався окремими частинами, в кінці богослужбових книг (т. зв. Маркові глави), а далі — окремою відбиткою скорочено у Почаєві у 1766 році. Повний Типик під назвою «Устав Церковного Пѣнія» появився там само (1780). На Західних Українських Землях систематичний виклад Типика видав Я. Досковський у Перемишлі (1852, подальші видання 1870, 1903) та О. Микита в Ужгороді (1890, 1901). Найкращий з усіх українських Типиків «Типік Церкве Руско-Католіческія», який уклав о. Ісидор Дольницький (1899). За його вказівками виходять щорічні церковні устави, що їх звичайно друкують окремою відбиткою або в календарях.